# Johann von Elpen
Johann von Elpen (bl. 1533–1536) war in der Wullenwever-Zeit Ratsherr der Hansestadt Lübeck.

## Leben
Johann von Elpens Lebens- und Herkunftsdaten sind nicht bekannt. Er war Kaufmann und wurde als Mitglied des 64er Bürgerausschusses am 21. Januar 1533 in den Lübecker Rat gewählt.
Zum Hansetag am 26. Februar 1534 in Hamburg, bei dem es um Friedensverhandlungen bei dem von Jürgen Wullenwever angezettelten, missglückten Kaperkrieg gegen die Niederländer ging, reiste er gemeinsam mit Wullenwever, Anton von Stiten und Joachim Gercken. Ebenfalls im Jahr 1534 war Johann von Elpen gemeinsam mit dem Ratsherrn Gerhard Odingborg als Gesandter Lübecks bei König Heinrich VIII. von England. Im August 1535 trat er aus dem Lübecker Rat aus. Da Jürgen Wullenwever im März 1536 bei seiner peinlichen Befragung gestand, Elpen sei an seinen Planungen insgesamt beteiligt gewesen, wurde er am 24. März 1536 im Marstall inhaftiert. Seine Haft wurde am 2. April 1536 in Hausarrest umgewandelt und dieser am 30. August 1536 aufgehoben. Danach verliert sich die Überlieferung. Ob er der "Hans von Elpen"  ist, der als Nebenkläger auftrat in einer Erbschaftssache, die 1555 vor das Reichskammergericht gebracht wurde, ist ungewiss.
Laut einer von Georg Waitz zitierten Quelle war seine Schwester mit Marx Meyer verheiratet.